# Chakrāta
Chakrāta är en ort i Indien.   Den ligger i distriktet Dehradun och delstaten Uttarakhand, i den norra delen av landet, 240 km norr om huvudstaden New Delhi. Chakrāta ligger 2 110 meter över havet och antalet invånare är 3 348.
Terrängen runt Chakrāta är bergig åt nordväst, men åt sydost är den kuperad. Runt Chakrāta är det ganska tätbefolkat, med 96 invånare per kvadratkilometer. Det finns inga andra samhällen i närheten. I omgivningarna runt Chakrāta växer huvudsakligen savannskog.